# Aspach-le-Haut
Aspach-le-Haut è una frazione di 1 506 abitanti del comune francese di Aspach-Michelbach, nel dipartimento dell'Alto Reno nella regione del Grand Est. Già comune autonomo, il 1º gennaio 2016 è stato accorpato all'altro comune soppresso di Michelbach per costituire il nuovo comune.

## Società

### Evoluzione demografica
Abitanti censiti